# Feel Like Makin’ Love
Feel Like Makin’ Love ist ein Lied von Roberta Flack aus dem Jahr 1974, das von ihr unter dem Pseudonym „Rubina Flake“ produziert und von Eugene McDaniels geschrieben wurde. Es erschien auf dem gleichnamigen Album.

## Geschichte
In einem Interview mit der Record World sagte Roberta Flack, dass sie damals eine nicht so poetische Platte wie Killing Me Softly with His Song veröffentlichen wollte und trotzdem einen Hit landete.
Die Veröffentlichung der Single erfolgte am 10. Juni 1974, in den Vereinigten Staaten und Kanada wurde das Lied ein Nummer-eins-Hit. Es entspricht den Musikrichtungen Soul und Contemporary R&B. Bei den Grammy Awards 1975 wurde Feel Like Makin’ Love in den Kategorien Aufnahme des Jahres, Song des Jahres und Beste weibliche Gesangsdarbietung – Pop nominiert.

## Coverversion von George Benson
Im Jahr 1983 veröffentlichte George Benson eine Coverversion von Feel Like Makin’ Love, die auf dem Album In Your Eyes erschien. Während es sich beim Original von Roberta Flack um eine Ballade handelt, ist die Version von George Benson sehr tanzbar ausgelegt. Von der Musikrichtung her entspricht das Cover den Musikrichtungen Dance, Funk und Contemporary R&B. Die Veröffentlichung der Coverversion war am 1. Juli 1983. Neben der Chartplatzierung in den Top-30 in Großbritannien erreichte das Lied auch Platz 18 in Irland.

## Andere Coverversionen
- 1974: Marlena Shaw
- 1974: Bob James
- 1975: Ray Conniff
- 1975: Shirley Bassey
- 1978: Isaac Hayes
- 1983: George Benson
- 1984: Nancy Wilson
- 1987: Harri Stojka
- 1990: Heatwave feat. Jocelyn Brown
- 1997: The Supremes
- 2000: D’Angelo
- 2004: Karrin Allyson
- 2007: The Dynamics
- 2007: Lumidee feat. Shaggy